# Doberdò del Lago
Doberdò del Lago (tiếng Slovene: Doberdob) là một đô thị ở tỉnh Gorizia thuộc vùng Friuli-Venezia Giulia, nằm ở vị trí cách khoảng 30 km về phía tây bắc của Trieste và khoảng 11 km về phía tây nam của Gorizia. Tại thời điểm ngày 31 tháng 12 năm 2004, đô thị này có dân số 1.459 người và diện tích là 26.9 km². Theo điều tra năm 1971, 96% dân số là người Slovenia.
Doberdò del Lago giáp các đô thị sau: Komen, Duino-Aurisina, Fogliano Redipuglia, Miren-Kostanjevica, Monfalcone, Ronchi dei Legionari, Sagrado, Savogna d'Isonzo.

## Thành phố kết nghĩa
- Bled, Slovenia, từ 1998
- Prvačina, Slovenia, từ 1977